# Список кардиналов, возведённых папой римским Бенедиктом XIII
Кардиналы, возведённые Папой римским Бенедиктом XIII — 29 прелатов и клириков были возведены в сан кардинала на двенадцати Консисториях за почти шестилетний понтификат Бенедикта XIII.
Самой крупной консисторий была Консистория от 9 декабря 1726 года, на которой было возведено девять кардиналов.

## Консистория от 11 сентября 1724 года
- Джованни Баттиста Альтьери младший, титулярный архиепископ Тира, декан клириков Апостольской Палаты (Папская область);
- Алессандро Фальконьери, аудитор Трибунала Священной Римской Роты, губернатор Рима и вице-камерленго Святой Римской Церкви (Папская область).

## Консистория от 20 ноября 1724 года
- Винченцо Петра, титулярный архиепископ Дамаска, секретарь Священной Конгрегации по делам епископов и монашествующих (Папская область).

## Консистория от 20 декабря 1724 года
- Просперо Марефоски, титулярный архиепископ Кесарии, аудитор Его Святейшества (Папская область);
- Агостино Пипиа, O.P., генеральный магистр ордена проповедников, избранный епископ Озимо (Папская область).

## Консистория от 11 июня 1725 года
- Никколо Коша, титулярный архиепископ Траянополя, секретарь мемориальных дат (Папская область);
- Никколо дель Джудиче, апостольский протонотарий, префект Апостольского дворца (Папская область).

## Консистория от 11 сентября 1726 года
- Андре-Эркюль де Флёри, бывший епископ Фрежюса (Франция);

## Консистория от 9 декабря 1726 года
- Анджело Мария Квирини, O.S.B.Cas., архиепископ-епископ Брешии (Венецианская республика);
- Никколо Мария Леркари, титулярный архиепископ Назианза, государственный секретарь Святого Престола (Папская область);
- Марко Антонио Анзидеи, титулярный архиепископ Дамиаты, асессор Верховной Священной Конгрегации Римской и Вселенской Инквизиции (Папская область);
- Просперо Лоренцо Ламбертини, епископ Анконы (Папская область);
- Франческо Антонио Фини, титулярный архиепископ Дамаска (Папская область);
- Лоренцо Коцца, O.F.M.Obs., генеральный министр своего ордена (Папская область);
- Грегорио Селлари, O.P., магистр Священного дворца (Папская область);
- Антонио Банкьери, губернатор Рима и вице-камерленго Святой Римской Церкви (Папская область);
- Карло Колликола, генеральный казначей Апостольской Палаты (Папская область).

## Консистория от 26 ноября 1727 года
- Диего де Асторга-и-Сеспедес, архиепископ Толедо (Испания);
- Сигизмунд фон Коллонич, архиепископ Вены (эрцгерцогство Австрия);
- Филипп Людвиг фон Зинцендорф, епископ Дьёра (королевство Венгрия);
- Жуан да Мотта-э-Силва, каноник коллегиатской церкви Святого Фомы, в Лиссабоне (Португалия).

## Консистория от 30 апреля 1728 года
- Винченцо Людовико Готти, O.P., избранный титулярный латинский патриарх Иерусалимский (Папская область);
- Леандро ди Порца, O.S.B.Cas., избранный епископ Бергамо (Миланское герцогство).

## Консистория от 20 сентября 1728 года
- Пьетро Луиджи Карафа младший, титулярный архиепископ Лариссы, секретарь Священной Конгрегации по делам епископов и монашествующих (Папская область);
- Джузеппе Аккорамбони, епископ Имолы, аудитор Его Святейшества (Папская область).

## Консистория от 23 марта 1729 года
- Камилло Чибо, титулярный латинский патриарх Константинопольский, префект Апостольского дворца (Папская область).

## Консистория от 6 июля 1729 года
- Франческо Боргезе, титулярный архиепископ Траянополиса, префект Апостольского дворца (Папская область);
- Карло Винченцо Феррери, O.P., епископ Алессандрии (Папская область).

## Консистория от 8 февраля 1730 года
- Аламанно Сальвиати, апостольский протонотарий, президент легатства в Урбино (Папская область).